# Poór Gyula
Poór Gyula (Budapest, 1952. szeptember 8. –) Széchenyi-díjas magyar orvos, reumatológus, belgyógyász, egyetemi tanár, a Magyar Tudományos Akadémia rendes tagja. Kutatási területe a csontritkulás és más mozgásszervi csontbetegségek, az ízületi gyulladások és a környezet-egészségügy. Munkássága jelentős a köszvényes vesekárosodás korai diagnosztikája (megállapítása) területén. Az Egészségügyi Világszervezet (WHO) tudományos tanácsadója. 2000-től az Országos Reumatológiai és Fizioterápiás Intézet (ORFI) főigazgatója.

## Életpályája
1971-ben kezdte meg egyetemi tanulmányait a Semmelweis Orvostudományi Egyetem általános orvosi szakán, ahol 1977-ben szerzett orvosi doktorátust. Diplomájának megszerzése után a budapesti Országos Reumatológiai és Fizioterápiás Intézet rezidens orvosa lett. 1981-ben szerzett reumatológiai és fizioterápiás, majd 1985-ben belgyógyász szakorvosi képesítést. 1995-ben az intézet reumatológiai osztályvezető főorvosává, majd 2000-ben az intézet főigazgatójává nevezték ki. Intézeti állása mellett 1982-től tanított az orvosképzésben, először az Orvostovábbképző Egyetem reumatológiai és fizioterápiás tanszékén tartott előadásokat, majd 1989-től a SOTE-n tartott fakultatív reumatológiai és belgyógyászati kurzusokat. 1998-ban habilitált a SOTE-n. 1999-ben egyetemi magántanárrá avatta az egyetem. 2003-ban kapta meg egyetemi tanári kinevezését. Az egyetemen az ORFI-val közös reumatológiai és fizioterápiás tanszéken oktat. 2000 és 2003 között Széchenyi professzori ösztöndíjjal kutatott. Magyarországi tevékenysége mellett külföldön is dolgozott vendégkutatóként: 1992–1993-ban az amerikai Mayo Klinika ösztöndíjas kutatója volt, ahol biostatisztikai és epidemológiai kutatásokat végzett. A klinikával az ORFI szorosabb együttműködést kötött, közös kutatásokat végeznek a mozgásszervi betegségeknél, ahol Poór a magyarországi kutatásvezető volt. 1994-ben az USA-ban volt egészségügyi menedzserképzésen. Ezenkívül Nagy-Britanniában volt tanulmányutakon (1990–1991).
1989-ben védte meg az orvostudományok kandidátusi, 1999-ben akadémiai doktori értekezését. Az MTA Klinikai Tudományos Bizottságának, a Környezettudományi Elnöki Bizottságnak és a Környezet és Egészség Bizottságnak lett tagja, utóbbinak elnöke is. 2019-ben az Akadémia levelező, 2025-ben rendes tagjává választották. Akadémiai tevékenységén kívül az Egészségügyi Tudományos Tanács X. bizottságának elnökévé is megválasztották. A Magyar Belgyógyász Társaság, a Magyar Orvostársaságok és Egyesületek Szövetsége és a Magyar Osteoporosis és Osteoarthrológiai Társaság tagja lett, utóbbinak alelnöke is. A Magyar Reumatológusok Egyesületének 2004 és 2012 között elnöke volt. 1998-ban az Egészségügyi Világszervezet (WHO) Tudományos Tanácsadó Testületének tagjává választották, ennek keretében számos WHO-projekt résztvevője és kidolgozója volt, valamint előadásokat tartott WHO-rendezvényeken. Emellett a Közép-európai Reumatológiai Kongresszus és a Treat to Target Nemzetközi Irányítótestület tagja lett. A Best Practice and Research Balliere's Clinical Rheumatology, a Dataset Papers in Immunology a Reumatológia című folyóiratok szerkesztőbizottsági tagságával, valamint a Magyar Reumatológia főszerkesztésével is megbízták. Több mint háromszázötven tudományos publikáció szerzője vagy társszerzője.

## Díjai, elismerései
- Markusovszky-díj (1996)
- Belák Sándor-emlékérem (1999)
- LAM díj (2007)
- Batthyány-Strattmann László-díj (2010)
- Bozsóky Sándor-díj (2011)
- Magyar Köztársaság Elnökének Érdemérme (2011)
- Holló István-életműdíj (2012)
- A Magyar Érdemrend középkeresztje (2015)
- Széchenyi-díj (2021)[1]

## Főbb publikációi
- A húgysavanyagcsere-zavarok pathomechanizmusának és renális hatásának vizsgálata (1989)
- Saturnine gout (Mituszova Milával, 1989)
- Hip fracture incidence and vertebral fracture prevalence among American and Hungarian women (társszerző, 1993)
- Mortality following hip fracture (társszerző, 1994)
- Differences in the characteristics of responders and non-responders in a prevalence survey of vertebral osteoporosis (társszerző, 1995)
- Age-related hip fractures in men: Clinical spectrum and short-term outcomes (társszerző, 1995)
- Determinants of reduced survival following hip fractures in men (társszerző, 1995)
- Predictors of hip fractures in elderly men (társszerző, 1995)
- The European Vertebral Osteoporosis Study (társszerző, több részes, 1996)
- Efficacy and tolerability of oral chondroitin sulfate as a symptomatic slow-acting drug for osteoarthritis (SYSADOA) in the treatment of knee osteoarthritis (Bucsi Lászlóval, 1998)
- Interim report of the World Health Organization task-force on osteoporosis (társszerző, 1999)
- Az osteoporosis, a csigolyadeformitások és a proximális femurtörések klinikai-epidemiológiai vonatkozásai (1999)
- International variation in the incidence of hip fractures: Cross-national project on osteoporosis for the World Health Organization Program for Research on Aging (társszerző, 1999)
- Results from the European Prospective Osteoporosis Study (társszerző, több részes, 2001–2005)
- Az ORFI ötven éve (2002)
- Efficacy and tolerability profile of etoricoxib in patients with osteoarthritis: A randomized, double-blind, placebo and active-comparator controlled 12-week efficacy trial (társszerző, 2002)
- Health-related quality of life and radiographic vertebral fracture (társszerző, 2004)
- Miscellaneous Inflammatory Musculoskeletal Conditions (2004)
- Az ízületek betegségei/Diseases of joints (társszerző, 2008)
- Gene expression profiling in Paget's disease of bone: up-regulation of interferon signaling pathways in pagetic monocytes and lymphocytes (társszerző, 2008)
- A környezet és egészség viszonya tágabb felfogásban (2011)